# گواهی‌نامه رانندگی (ترانه)
«گواهی‌نامه رانندگی» (انگلیسی: Drivers License) نخستین تک‌آهنگ از خواننده آمریکایی اولیویا رودریگو است. این ترانه در ۸ ژانویه ۲۰۲۱ توسط اینترسکوپ رکوردز و گفن رکوردز به عنوان تک‌آهنگ لید نخستین ئی‌پی در آینده‌اش منتشر شد. اشعار ترانه توسط رودریگو و دانیل نیگرو با الهام از دل‌شکستگی نوشته شده‌است.
موزیک ویدیوی رسمی «گواهینامه رانندگی» در کنار آهنگ در یوتیوب منتشر شد. «گواهینامه رانندگی» با استقبال جهانی منتقدان موسیقی روبرو شد، آنها ترانه‌سرایی، آواز، تولید آن را تحسین کردند و به تأثیرات تیلور سویفت و لرد اشاره کردند. با جمع‌آوری بیش از ۱۷ میلیون استریم جهانی اسپاتیفای در ۱۲ ژانویه ۲۰۲۱، این آهنگ رکورد بیشترین پخش یک روزه یک آهنگ غیر تعطیلات را در سیستم اسپاتیفای شکست.
همچنین رکورد بزرگترین هفته اول آهنگ در اسپاتیفای و آمازون موزیک را به دست آورد. «گواهینامه رانندگی» در استرالیا، کانادا، ایرلند، هلند، نیوزیلند، نروژ، ایالات متحده و انگلستان به شماره یک رسید. این باعث شد رودریگو جوان‌ترین هنرمندی باشد که در بالای نمودارهای ایالات متحده(بیلبورد داغ ۱۰۰) قرار دارد و چهارمین هنرمندی است که در قرن بیست و یکم، یک آهنگ با شماره یک در آمریکا دارد، او اولین هنرمندی است که در قرن بیست و یکم متولد شد و در بالای جدول بیلبورد داغ ۱۰۰ ظاهر شد. در جای دیگر، این آهنگ در جمهوری چک، آلمان، اسلواکی، اسپانیا، سوئد و سوئیس در میان ۱۰ آهنگ برتر قرار گرفت. همچنین در صدر جدول بیلبورد جهانی ۲۰۰ قرار گرفت.